# Synode von Frankfurt 1007

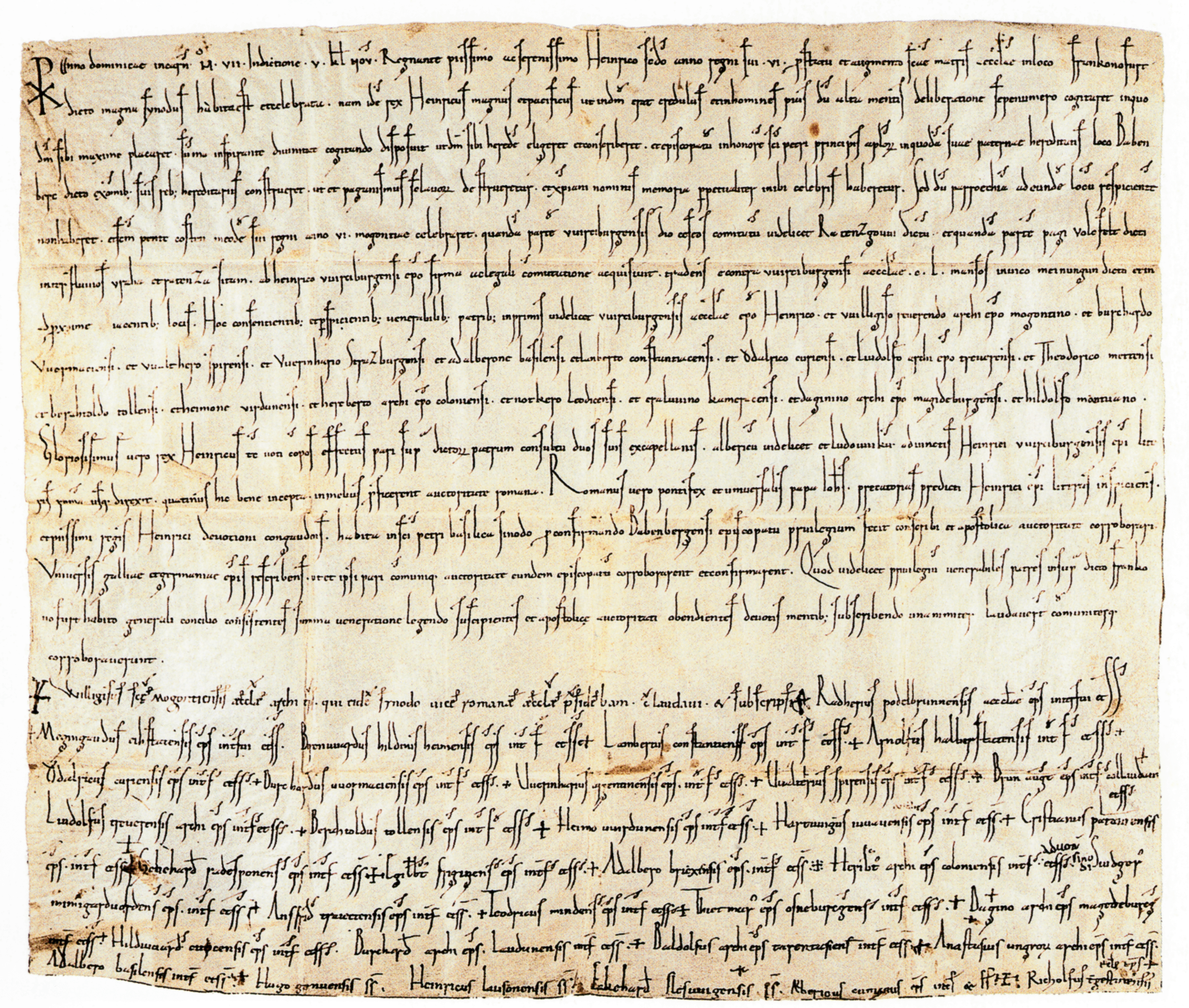
Das Synodalprotokoll von 1007 (Staatsarchiv Bamberg, Bamberger Urkunden Nr. 21; Abbildung bei Bernd Schneidmüller: 1007 – Das Bistum Bamberg entsteht. In: Luitgar Göller (Hrsg.): 1000 Jahre Bistum Bamberg: 1007–2007. Unterm Sternenmantel. Katalog, Petersberg 2007, S. 13–25, hier S. 13).

Die Synode von Frankfurt war eine ab dem 1. November 1007 stattfindende kirchliche Versammlung. 
Die Synode war von König Heinrich II. einberufen worden, um die Zustimmung der Bischöfe zur Gründung des Bistums Bamberg aus Teilen der Bistümer Würzburg und Eichstätt zu erhalten. Unter den 35 teilnehmenden Bischöfen befanden sich nicht nur deutsche, sondern auch burgundische, ungarische und italische Kirchenfürsten. Der Würzburger Bischof Heinrich war nicht anwesend, sondern ließ sich vertreten. Der Mainzer Erzbischof Willigis führte als Stellvertreter des Papstes den Vorsitz.
Jedes Mal wenn Heinrich II. eine ablehnende Haltung der Synode befürchtete, warf er sich der Versammlung zu Füßen und erzwang mit diesem Fußfall erneute Beratungen. Noch auf der Synode wurde Eberhard, der Kanzler des Königs, vom Mainzer Erzbischof Willigis zum Oberhirten des neuen Grenzlandbistums geweiht. Ebenfalls noch auf der Synode wurden dem Bistum reiche Schenkungen verbrieft, um es auf eine solide wirtschaftliche Basis zu stellen. Zum Bereich des neuen Bistums gehörten u. a. die Königsorte Forchheim, Fürth und Hallstadt.
Die Beschlüsse der Synode wurden in einem Protokoll festgehalten, das im Original erhalten ist (Staatsarchiv Bamberg, Bamberger Urkunden Nr. 21 = MGH D H II 143).